# Уран (митология)
Вижте пояснителната страница за други значения на Уран.
Уран (на гръцки: Ουρανός – „небе“) – в древногръцката митология – върховен бог, първият владетел на Вселената, цар на небето (в Древността понятието за него е близко до съвременното за Космос). Той е бог-идеалист, роден от Хаос (самостоятелно; но Уран не е несъмнено първото му дете, а той – единодушно възприеман от древните автори за първи бог, така че Уран е само един от първите богове, а не точно вторият).
С неговата жена Гея (Майката Земя), те са родители и прародители на всички останали богове в гръко-римската митология, с изключение на другите (или почти всички) Изначални богове и част от потомците им. Възхитен от Гея, той се слива с нея и те създават множество богове и митични създания: титаните, циклопите, сторъките. Основно потомци на Уран са и божествата, олицетворяващи Слънчевата система (повечето – част от Олимпийския пантеон). Самият той, както и Гея са част от тях – въплъщения на планетите Уран и Земя.
Отвратен от своите деца, Уран ги заточва в Тартар (най-мрачната и предълбока бездна), но тяхната майка Гея успява да освободи част от тях. Тя дава сърп на Кронос, с който да скопи баща си. Водени от него титаните (без Океан), нападнат Уран и го побеждават. Кронос отрязва детеродните органи на Уран и ги хвърля в морето. От капещата кръв се раждат ериниите (богини-отмъстителки и персонификация на угризенията на съвестта) – Алекто, Тисифона, Мегера. Титаните освобождават всички заточени в Тартар, а Кронос поема властта над света и хвърля там Уран. Според митологията, той дори тогава не загубва напълно репродуктивните си способности (или възможността да ги възстанови изобщо) – затова Земята и Небето (бидейки въпреки всичко, и винаги след това, един-над друг и още желаещи се) са отделени допълнително от великан на име Атлас (Атлант), който да ги държи раздалечени, а след като той е вкаменен от Персей, с помощта на отрязаната глава на горгоната Медуза, тази функция преминава към Атласките планини.

## Деца
1. с Гея
  1. Титани
    1. Океан
    2. Тетида ♀
    3. Койос
    4. Феба ♀
    5. Хиперион
    6. Тея ♀
    7. Япет
    8. Темида ♀
    9. Крий
    10. Мнемозина ♀
    11. Кронос
    12. Рея ♀

  2. Циклопите
    1. Бронт
    2. Стероп
    3. Аргес

  3. Хекатонхейри
    1. Бриарей
    2. Кот
    3. Гий
2. без директна майка
  1. Афродита
  2. Еринии
    1. Алекто
    2. Мегера
    3. Тисифона

  3. Гигантите
    1. Алкионей
    2. Атос
    3. Клитий
    4. Енкелад
    5. Порфирион
    6. Ехион
    7. Теодам

  4. Мелиади